# دونالد كريسب
دونالد كريسب (بالإنجليزية: Donald Crisp)‏ (و. 1882 – 1974 م) هو ممثل، ومخرج أفلام، وكاتب، وممثل أفلام، من المملكة المتحدة، ولد في لندن، توفي في فان نويس، عن عمر يناهز 92 عاماً، بسبب سكتة.

## التعليم
تعلم في كلية إيتون.

## جوائز وترشيحات
حصل على جوائز منها:
- جائزة الأوسكار لأفضل ممثل مساعد، عن عمل: كم كان واديي مخضرا (1941).

ترشح لـ:
- جائزة الأوسكار لأفضل ممثل مساعد، عن عمل: كم كان واديي مخضرا.

## وصلات خارجية
- دونالد كريسب في قاعدة بيانات الأفلام على الإنترنت
- دونالد كريسب على موقع IMDb (الإنجليزية)
- دونالد كريسب على موقع الموسوعة البريطانية (الإنجليزية)
- دونالد كريسب على موقع روتن توميتوز (الإنجليزية)
- دونالد كريسب على موقع ألو سيني (الفرنسية)
- دونالد كريسب على موقع تيرنر كلاسيك موفيز (الإنجليزية)
- دونالد كريسب على موقع أول موفي (الإنجليزية)
- دونالد كريسب على موقع قاعدة بيانات برودواي على الإنترنت (الإنجليزية)
- دونالد كريسب على موقع قاعدة بيانات الأفلام السويدية (السويدية)
- دونالد كريسب على موقع إن إن دي بي (الإنجليزية)
- دونالد كريسب على موقع قاعدة بيانات الفيلم (الإنجليزية)